# Laksar
Laksar é uma cidade e uma nagar panchayat no distrito de Hardwar, no estado indiano de Uttaranchal.

## Demografia
Segundo o censo de 2001, Laksar tinha uma população de 18,240 habitantes. Os indivíduos do sexo masculino constituem 54% da população e os do sexo feminino 46%. Laksar tem uma taxa de literacia de 68%, superior à média nacional de 59.5%: a literacia no sexo masculino é de 75% e no sexo feminino é de 59%. Em Laksar, 15% da população está abaixo dos 6 anos de idade.